# Chiyoji Tomo
Chiyoji Tomo (智代次 Tomo Chiyoji?) (Kanagawa, noviembre de 1960) es un Mangaka japonés, Chiyoji Tomo es su seudónimo, tiene varios seudónimos como Kaoru Ai, que solo lo usa para el público femenino. Su nombre real es Susumu Tsutsumi. Sus trabajos más conocidos son del ámbito Hentai, como Hitozuma Reiko, Manga no Ojisama y algunas historias cortas. En Europa se han publicado algunas de sus obras.

## Biografía
Empezó principalmente en trabajos de construcción y el transporte, antes de dedicarse al mundo del manga, inspirado por Osamu Tezuka. Sus primeros pasos fueron en la revista Shōnen Gahōsha con su trabajo El Pequeño Pintor y con algunas historias cortas. Trabajó en varias revistas como Manga Erotopia y en Manga love Tobias Special. El fundador de Ediciones La Cúpula, Josep Maria Berenguer, lo descubre después de un viaje a Japón en la década de 1980.
Berenguer compra varios de sus libros como Endless Love, una recopilación publicada en 1985 por la editorial Keisei Shuppan, y luego negocia los derechos para reproducir sus publicaciones. Posteriormente, Tomo trabajará directamente para Ediciones La Cúpula, respondiendo a los pedidos más precisos del editor, y se adapte al mercado del cómic europeo, especialmente a los géneros de manera muy explícita de sus obras.
En la década de los 90s, en 1995 publica Manga no Ojisama, fue editado en España bajo el nombre de El principe del Manga. El autor retrata el mundo del cómic japonés erótico, de una manera poco retorcida y con humor. En 2001 aparece Hitozuma Reiko bajo la editorial Kubo Shoten, conocida en español como Miss 130. En occidente, el autor ha sido acreditado incorrectamente como Chiyoji Tomo. Nadie, ni siquiera el mismo Chiyoji, sabe de dónde salió lo de Tomo por una equivocación con los Kanji que forman su seudónimo. Fue el primer dibujante japonés en publicar en Europa.
El estilo de Chiyoji Tomo dibuja a sus mujeres más bien maduras, con curvas pronunciadas y prominentes pechos grandes y de nombre Reiko Higuchi, que por una causa u otra, terminan en situaciones sexuales. Pero con contenido de humor fuerte. Las historias de Chiyoji, casi todas ellas son cortas de 20 páginas.

## Obras
- Endless Love - (1985)
- Manga no Ojisama - (1995)
- Hitozuma Reiko - (2001)